# Jim Boeheim
James Arthur « Jim » Boeheim, né le 17 novembre 1944 à Lyons, dans l'État de New York, est un joueur et entraîneur américain de basket-ball. Il évolue durant sa carrière au poste de meneur.

## Palmarès
- Champion NCAA 2003

## Vie privée
Son fils, Buddy, signe un contrat two-way avec les Pistons de Détroit en NBA pour la saison 2022-2023.